# 库尔塞勒莱蒙巴尔
库尔塞勒莱蒙巴尔（法語：Courcelles-lès-Montbard，法語發音：[kuʁsɛl lɛ mɔ̃baʁ]，意为“蒙巴尔附近的库尔塞勒”）是法国科多尔省的一个市镇，属于蒙巴尔区。

## 地理
库尔塞勒莱蒙巴尔（47°35'37"N, 4°23'51"E）面积6.12 平方千米，位于法国勃艮第-弗朗什-孔泰大區科多尔省，该省份为法国中东部省份，北起奥布省，西接涅夫勒省和约讷省，南至索恩-卢瓦尔省，东南接汝拉省，东临上索恩省，东北部与上马恩省接壤。
与库尔塞勒莱蒙巴尔接壤的市镇（或旧市镇、城区）包括：弗雷讷、伯努瓦塞、凡莱蒙巴尔、蒙蒂尼-蒙福尔、诺让莱蒙巴尔。

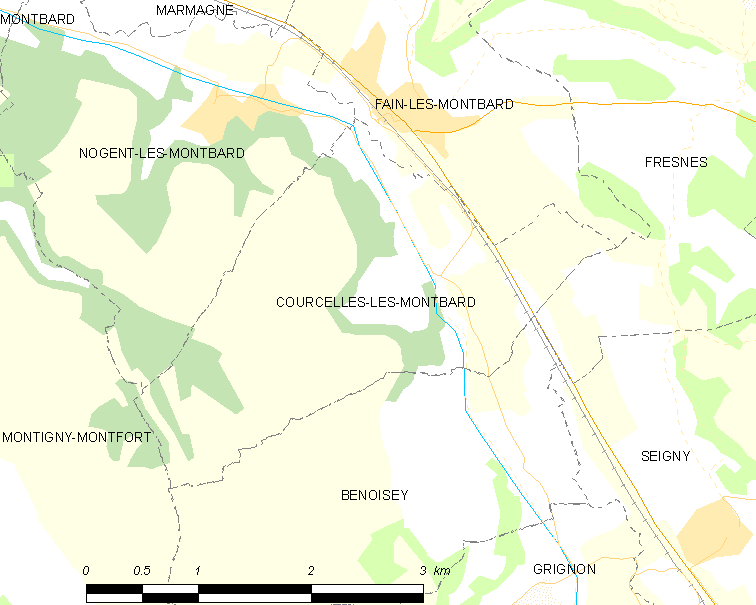
库尔塞勒莱蒙巴尔的OSM定位图

库尔塞勒莱蒙巴尔的时区为UTC+01:00、UTC+02:00（夏令时）。

## 行政
库尔塞勒莱蒙巴尔的邮政编码为21500，INSEE市镇编码为21204。

## 政治
库尔塞勒莱蒙巴尔所属的省级选区为蒙巴尔县。

## 人口

1962-2008年间库尔塞勒莱蒙巴尔人口变化图示

库尔塞勒莱蒙巴尔于2022年1月1日时的人口数量为87人。